# Escrignelles
Escrignelles település Franciaországban, Loiret megyében. Lakosainak száma 57 fő (2022. január 1.). Escrignelles Feins-en-Gâtinais, Adon, La Bussière, Rogny-les-Sept-Écluses és Ouzouer-sur-Trézée községekkel határos.

## Népesség
A település népességének változása:
| Lakosok száma | 112  | 85   | 83   | 73   | 56   | 53   | 52   | 51   | 51   | 57   |
|               | 1968 | 1982 | 1990 | 2006 | 2013 | 2015 | 2017 | 2019 | 2020 | 2022 |